# Black Tiger
Black Tiger är ett plattformsspel utvecklat av Capcom, släppt 1987 på arkad och senare till hemdatorer.

## Handling
Tre onda drakar har kommit och spridit förstörelse och lidande i ett kungadöme. Spelaren tar rollen som Black Tiger, en kraftfull och modig krigare som skall strida mot drakarna för att återupprätta freden i kungadömet.

## Spelsystem
Spelaren tar sig till drakarna genom åtta banor fulla med monster som man måste kämpa mot. Nästan alla monster man dödar lämnar efter sig mynt som man skall plocka upp och spara, för att man senare skall kunna köpa bättre vapen och rustning. Man kan också få hjälp av äldre män som hjälper genom att ge spelaren mer pengar, mer tid för att klara av banan eller genom att sälja saker. På banorna finns lerkrukor utspridda; slår man sönder dessa får man fram bonussaker, vilka kan bestå av mer tid, mer kraft, starkare vapen och nycklar till skattkistor. I kistorna finns det fällor, drycker och pengar. På banorna finns även pilar som visar vart man skall gå för att komma till slutet på banan.

## Porteringar
Företaget US Gold portade spelet till hemdatorer. Senare släpptes spelet till spelkonsoler genom spelsamlingarna Capcom Classics Collection och Capcom Arcade Cabinet.

## Mottagande
Svenska Hemdatornytt tyckte att det rörde sig lite för långsamt och hackade alltför mycket i spelet, och gav det 52.75/100 i medelvärde. Datormagazin tyckte att det kunde ha varit mer ljud i hemdatorversionen men att spelet ändå var väldigt underhållande, och gav det 7/10 i betyg.